# Henryk Tarasiewicz
Henryk Tarasiewicz (ur. 16 lutego 1947, zm. 16 października 2003) – działacz opozycyjny, od kwietnia 1980 do lipca 1983 ekspedytor w Zarządzie Portu Gdynia.

## Życiorys
W sierpniu 1980 współorganizował strajk w Porcie Gdynia. Wybrano go na przewodniczącego Komitetu Strajkowego. Pełnił też funkcję przewodniczącego Komitetu Założycielskiego, następnie Komisji Zakładowej Zarządu Portu Gdynia. Redagował biuletyn informacyjny „Solidarność Portowców”. Od maja 1981 wszedł w skład Krajowej Komisji Koordynacyjnej NSZZ „Solidarność” Pracowników Branży Portów Morskich. W 1981 jako delegat brał udział w I Walnym Zebraniu Delegatów Regionu Gdańskiego. Po wprowadzeniu w Polsce stanu wojennego internowano go 13 grudnia 1981, uwolniono go 22 grudnia 1982. Po wyjściu z internowania pozbawiono go pracy ze względu na „możliwość kontynuowania poprzedniej działalności i negatywnego oddziaływania na załogę”. Utrzymywał się z pomocy Komisji Charytatywnej przy parafii oo. redemptorystów w Gdyni. W maju 1985 wyjechał do Norwegii, skąd jeszcze w latach 80. powrócił do Polski.